# مرغ خلبان
مرغ خلبان (نام علمی: Pycnoptilus floccosus) نام یک گونه از خانواده چکاوکان اقیانوسیه است.